# Gewog di Goenshari
Il gewog di Goenshari è uno degli undici raggruppamenti di villaggi del distretto di Punakha, nella regione Centrale, in Bhutan.